# شش‌ضلعی

در هندسه، شش ضلعی (به انگلیسی: Hexagon) شکلی است که شامل شش زاویه (گوشه) و شش ضلع است. جمع داخلی زوایا یک شش ضلعی ۷۲۰ درجه است.

## روش به‌دست آوردن محیط، مساحت
محیط: یک ضلع×۶
مساحت:
{\displaystyle {\begin{aligned}S&={\frac {3{\sqrt {3}}}{2}}a^{2}\\\end{aligned}}}

## رسم شش ضلعی منتظم
روش رسم شش ضلعی منتظم محاط در دایره به صورت پویانمایی زیر است.

رسم شش ضلعی منتظم با استفاده از خط کش و پرگار

## نگارخانه

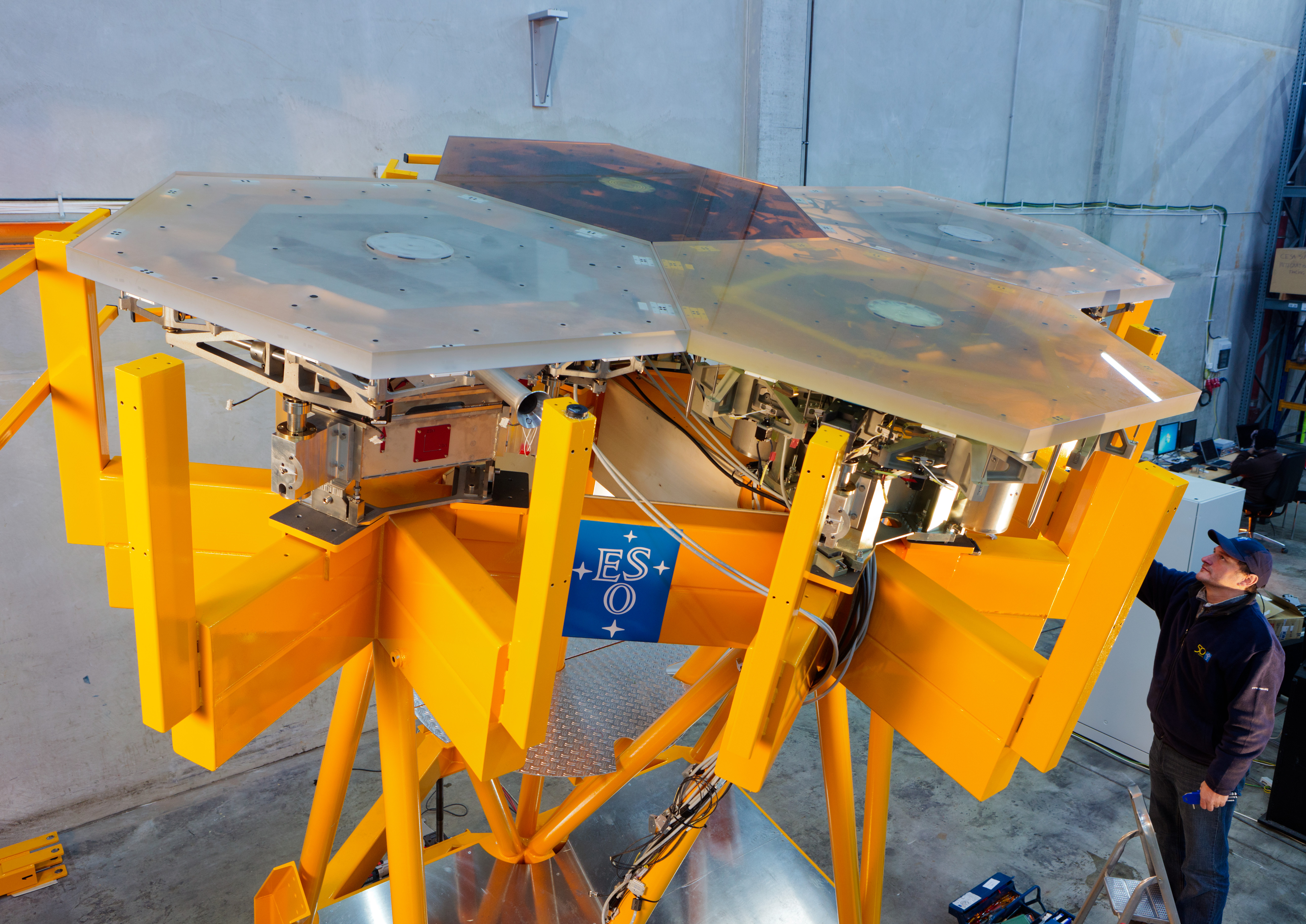
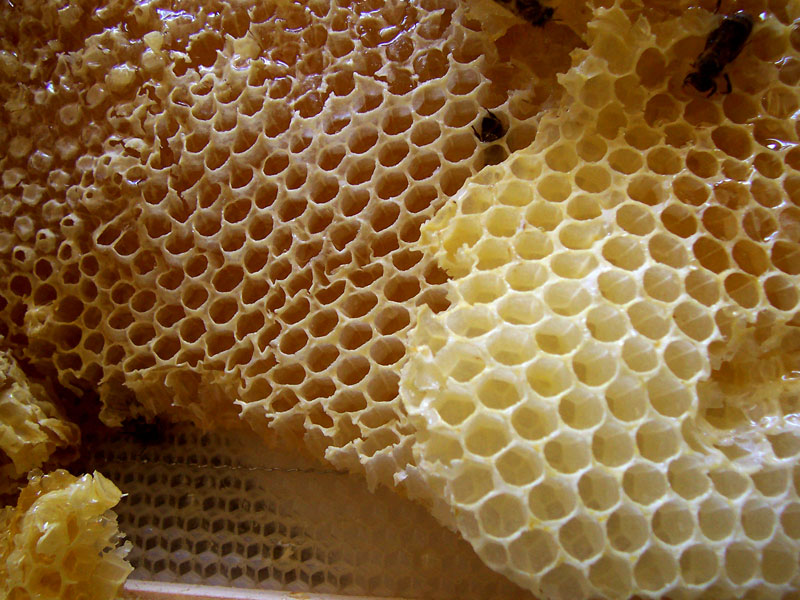
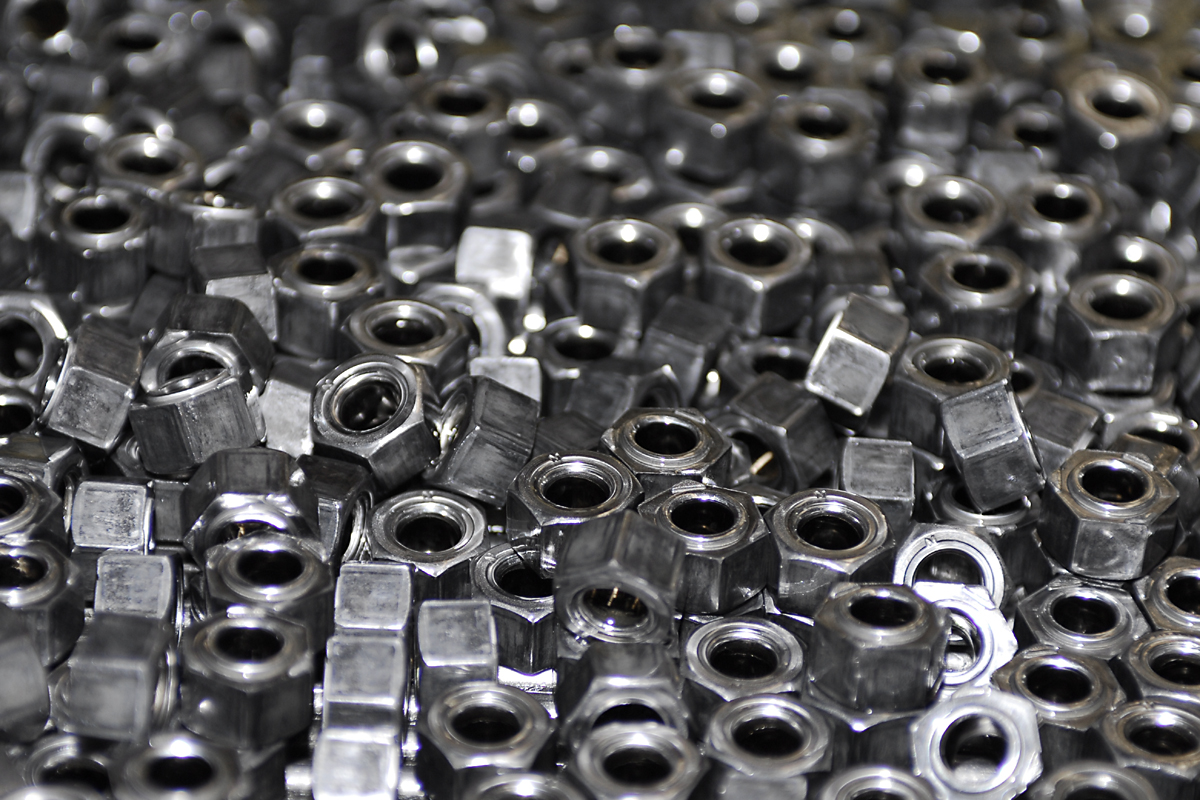
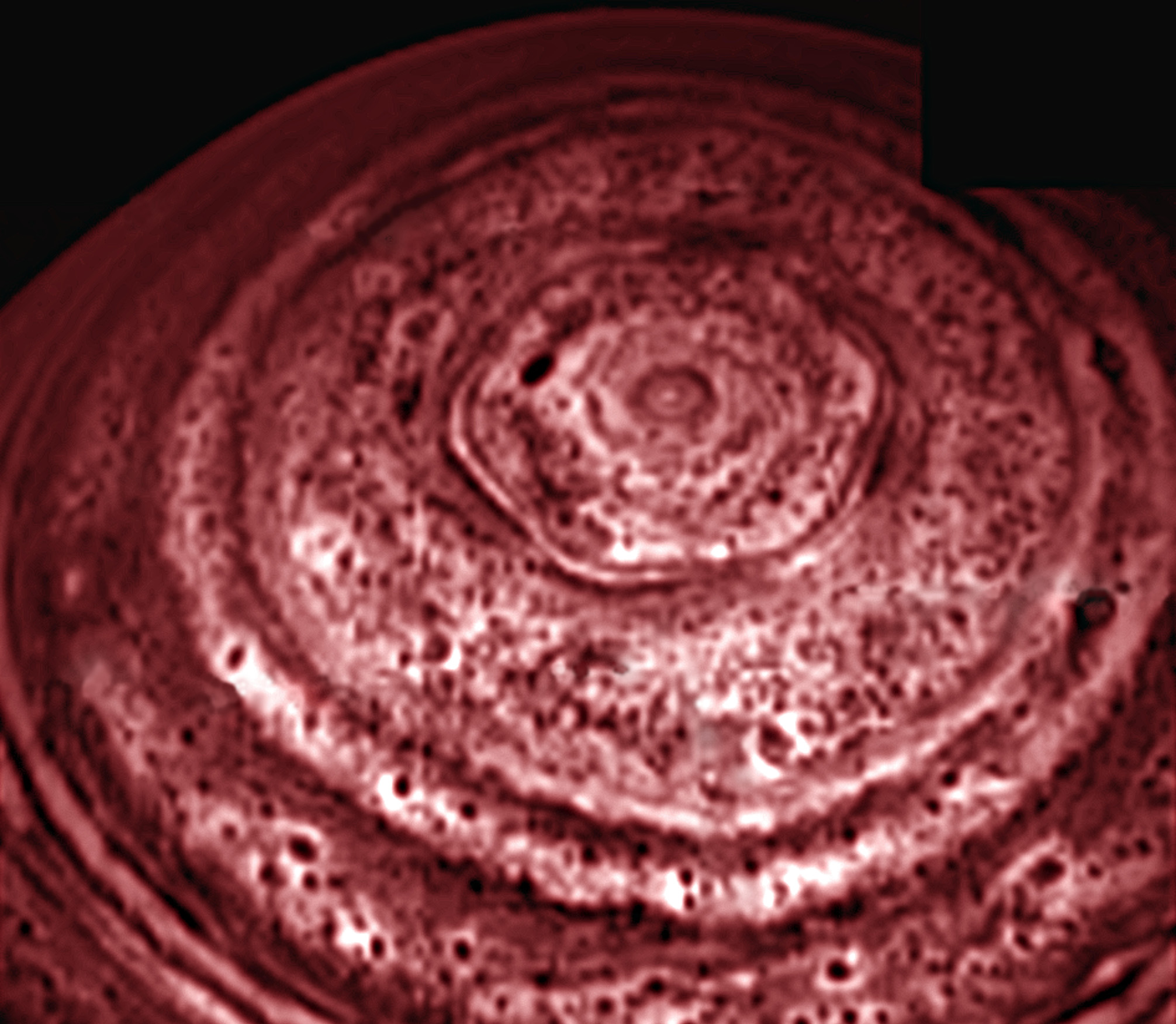
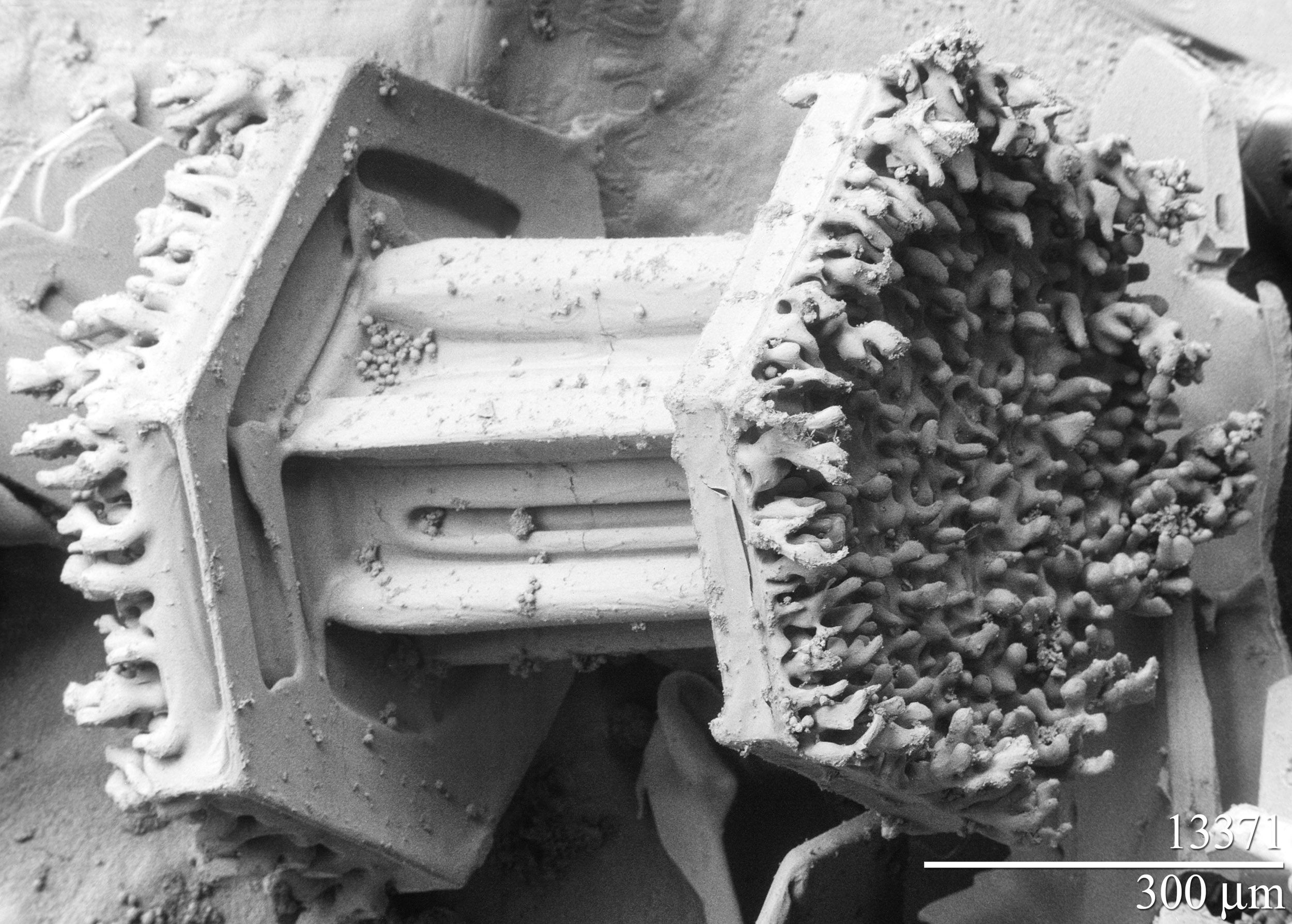
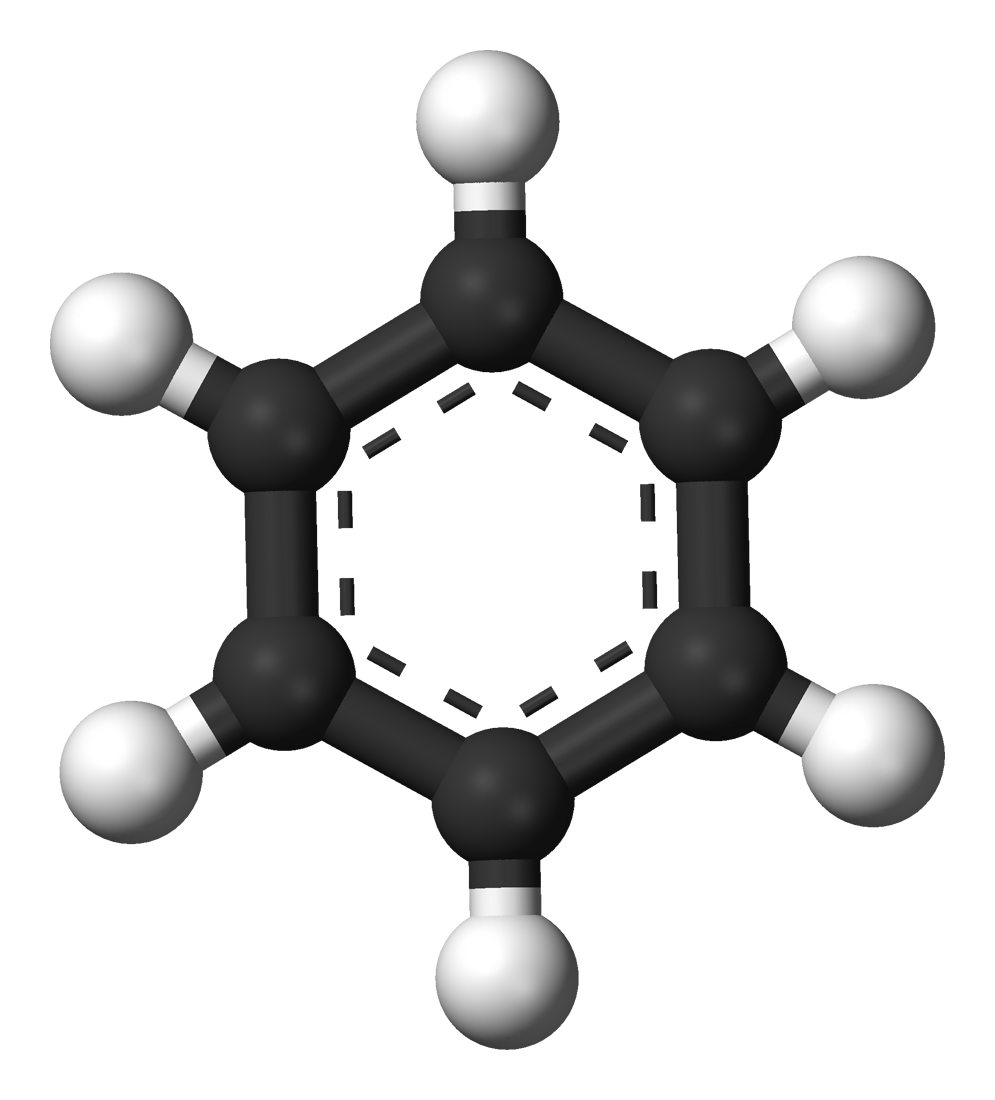
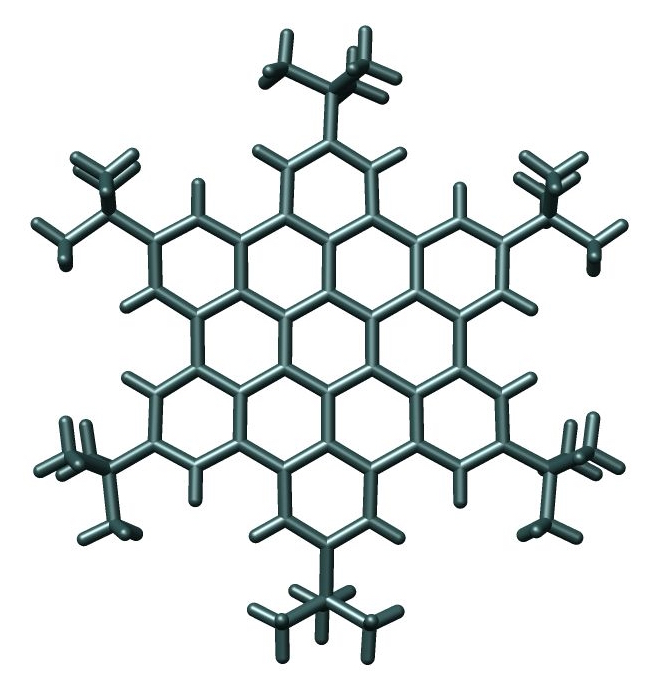
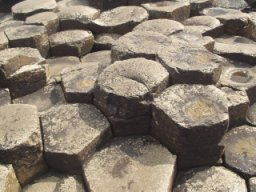
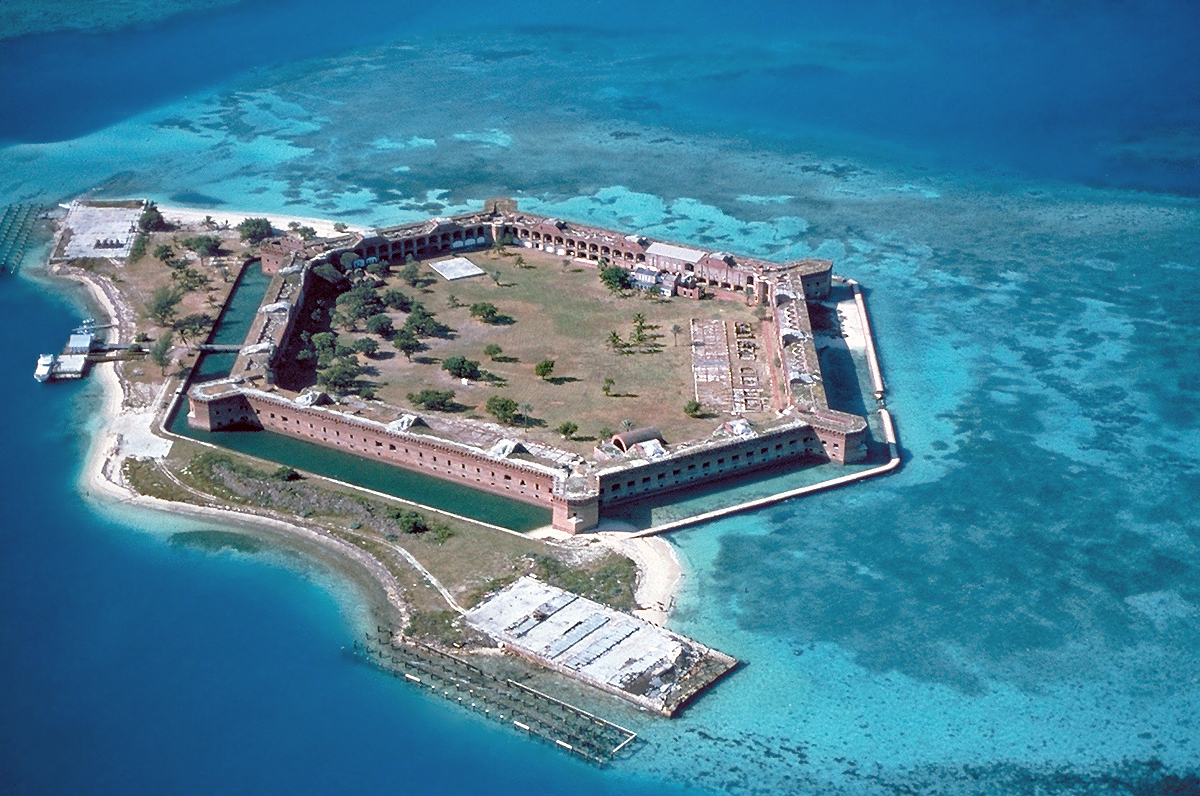
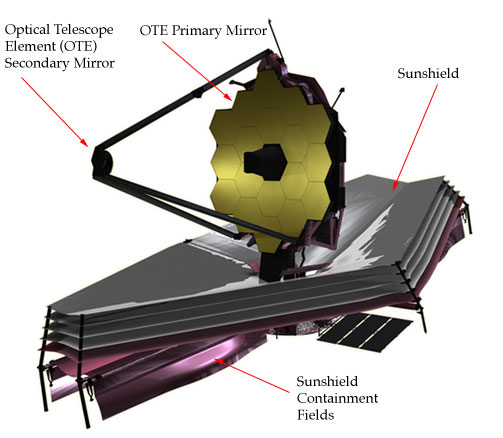
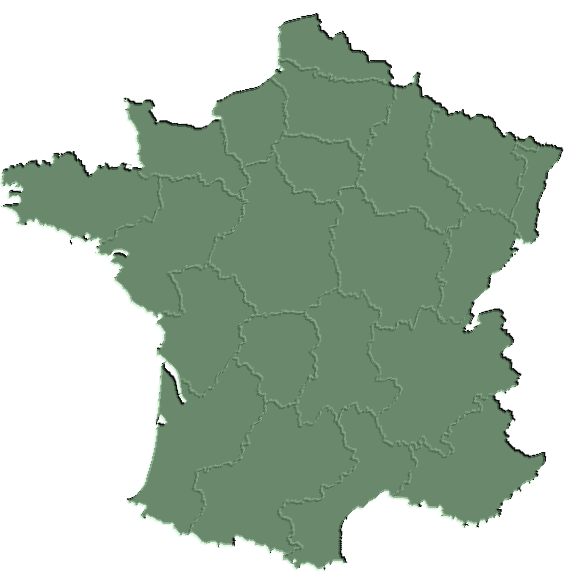
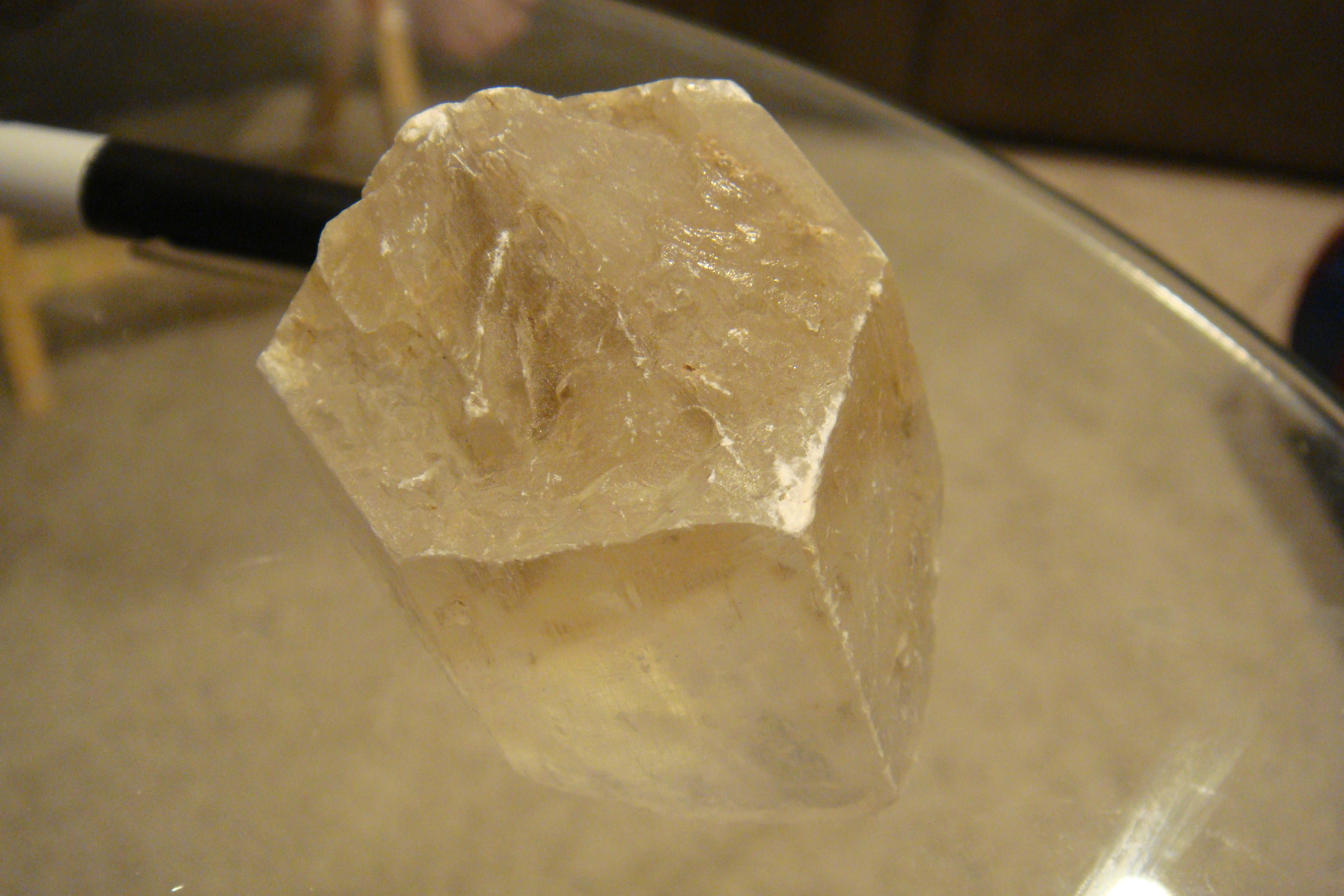
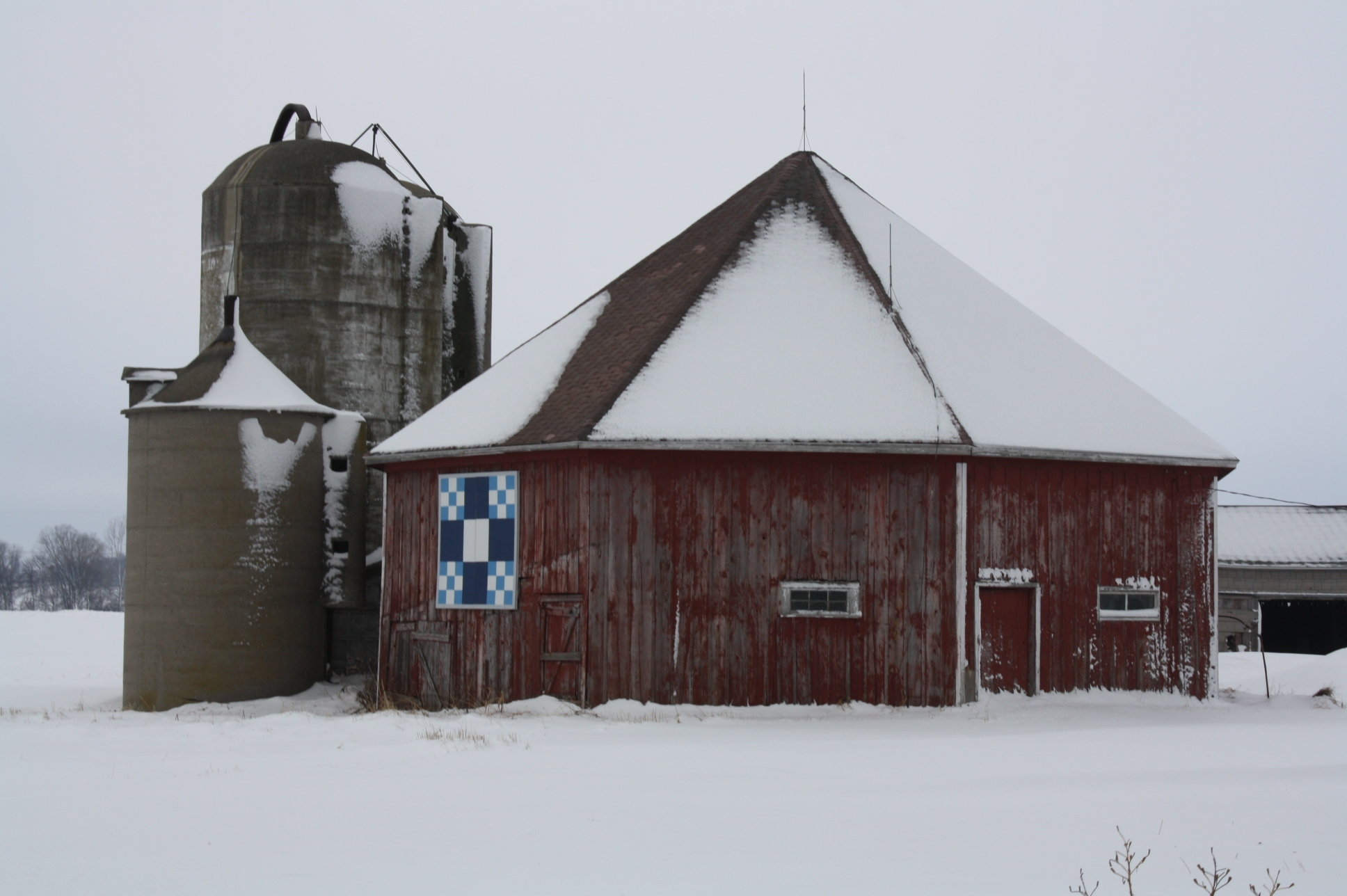
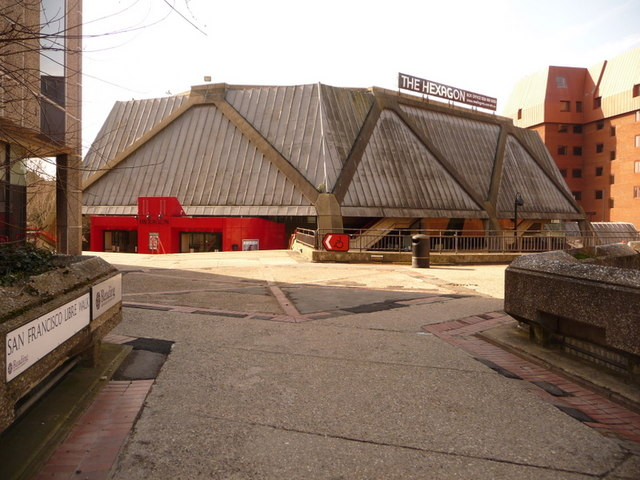

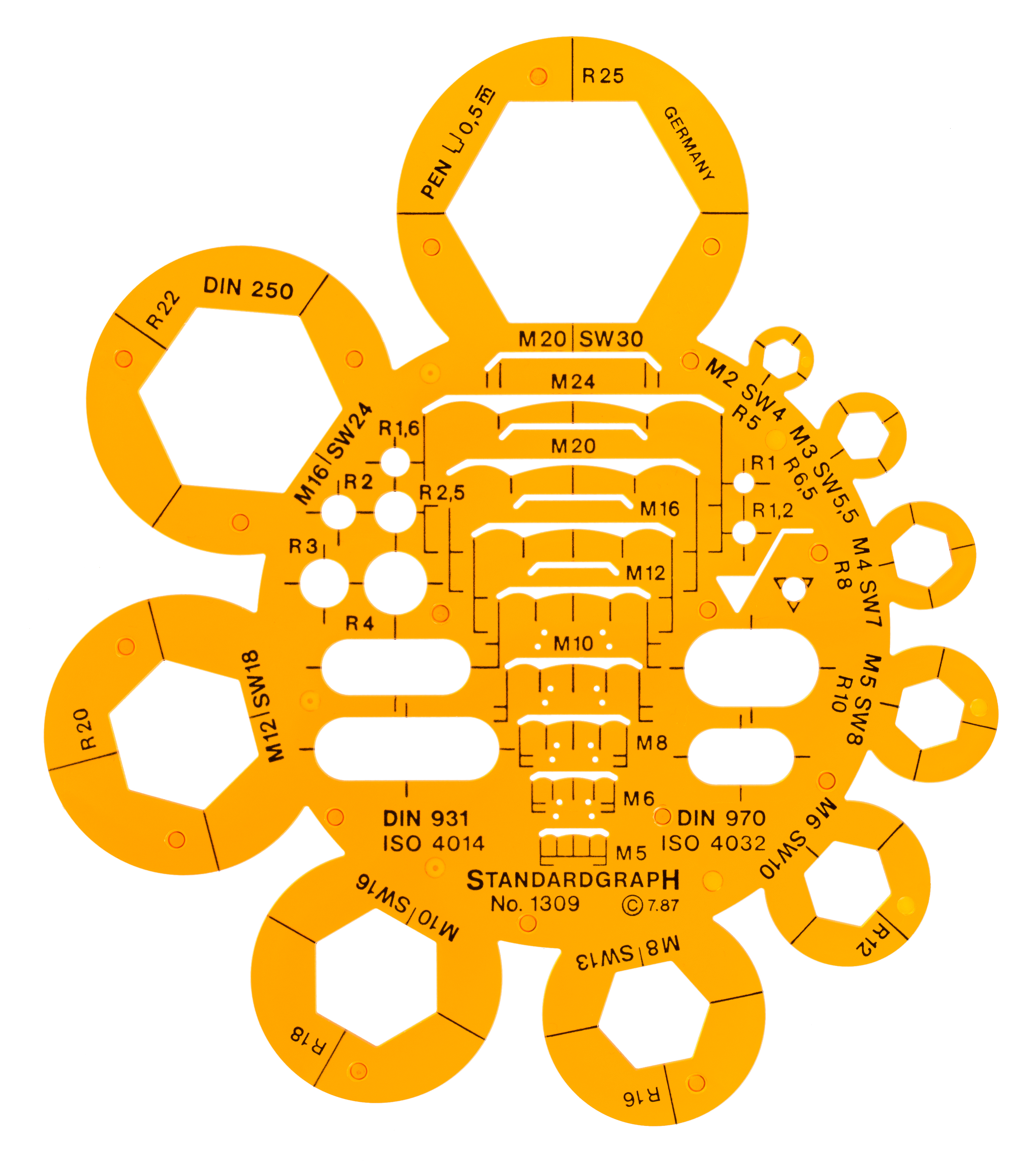
شابلون جهت ترسیم شش ضلعی